# Autumnalia
Autumnalia es un género de plantas de la familia de las apiáceas. Comprende 2 especies descritas y  aceptadas. El originario del Oriente Medio.

## Taxonomía
El género fue descrito por Michael Georgievich Pimenov y publicado en Botaničeskij Žhurnal (Moscow & Leningrad) 74: 1492. 1989. La especie tipo es: Autumnalia botschantzevii Pimenov	

## Especies
A continuación se brinda un listado de las especies del género Autumnalia aceptadas hasta septiembre de 2012, ordenadas alfabéticamente. Para cada una se indica el nombre binomial seguido del autor, abreviado según las convenciones y usos.
- Autumnalia botschantzevii Pimenov
- Autumnalia innopinata Pimenov